# Kaczawa
Die Kaczawa (deutsch: die Katzbach) ist ein linker Nebenfluss der Oder in der polnischen Woiwodschaft Niederschlesien.

## Verlauf

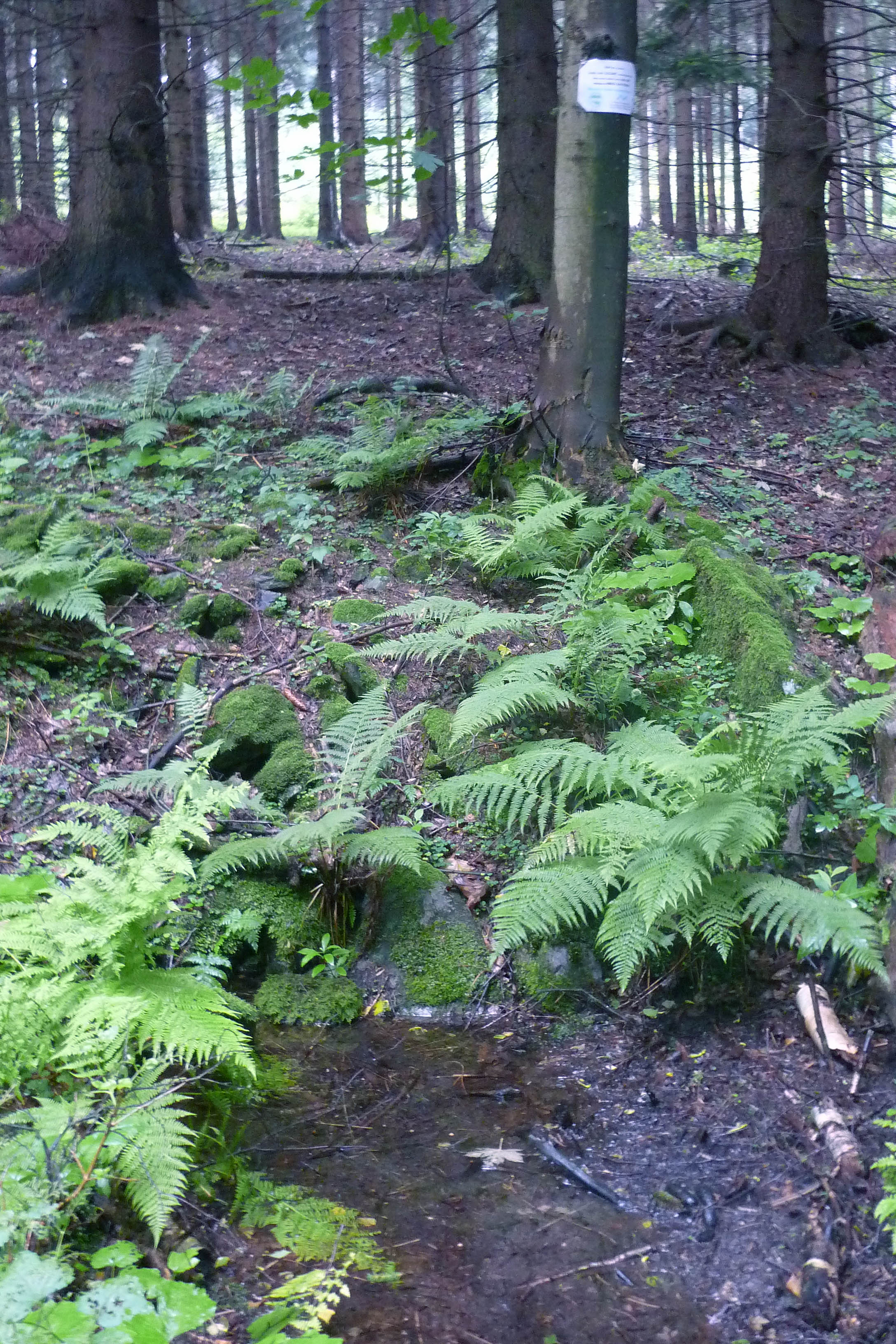
Katzbachquelle

Die Kaczawa entspringt Im Bober-Katzbach-Gebirge (im Gebiet des Bleibergkamms) unterhalb des Berges Turzec (Schubertberg) bei Kaczorów (Ketschdorf) und fließt zunächst nach Norden, später nach Nordosten durch die Städte Wojcieszów (Kauffung), Świerzawa (Schönau), Nowy Kościół (Neukirch an der Katzbach), Złotoryja (Goldberg) sowie Legnica (Liegnitz) und mündet nach 98 km bei Prochowice (Parchwitz) in die Oder.
Ihre wichtigsten Zuflüsse sind die Skorą (Schnelle Deichsa) auf der linken und die Wütende Neiße (polnisch Nysa Szalona) auf der rechten Seite. Die Katzbach hat einen reißenden Lauf, da ihr Gefälle 360 m beträgt, ist aber im Sommer in der Regel wasserarm. Sie fließt in dem Gebiet des ehemaligen Regierungsbezirkes Liegnitz der preußischen Provinz (Nieder-)Schlesien.

## Geschichte
Am 26. August 1813 besiegten der preußische Generalfeldmarschall Blücher und der preußische Generalmajor Gneisenau mit ihrer Schlesischen Armee in der Schlacht an der Katzbach die napoleonischen Streitkräfte unter Führung von Napoleons Marschall McDonald.

## Sonstiges
Die Redewendung „Der geht ran wie Blücher an der Katzbach“ bezieht sich auf die Schlacht an der Katzbach.